# Cratere Faulkner
Faulkner  è un cratere sulla superficie di Mercurio.